# Kiyomizu-dera (Miyama, Fukuoka)
Pour les articles homonymes, voir Kiyomizu-dera (homonymie).
Le Kiyomizu-dera (清水寺) est un temple bouddhiste Tendai situé dans la ville de Miyama, préfecture de Fukuoka au Japon. Son préfixe honorifique sangō est motoyoshizan (本吉山).
Selon la légende, Kiyomizu-dera est fondé à l'époque de Heian par Saichō, qui se rend en Chine en 804 et 805 pour y maîtriser le bouddhisme Tendai et retourne au Japon en 806. Après son retour au Japon, il est guidé vers le mont Kiyomizu par un oiseau et y trouve des arbres à soie. Il les coupe et crée une paire de statues de Bodhisattva et de Kannon dont une est vénérée au Kiyomizu-dera de Kyoto. Le Bouddha qui reste est vénéré dans ce temple.
Le sanmon (porte principale) est construit en 1745 par Sadanori Tachibana du domaine de Yanagawa. Une pagode à deux étages, réplique de la pagode à quatre étages du Shitennō-ji à Osaka, est construite en 1836. La présente pagode a été reconstruite en 1984. Toutes deux ont été désignées biens culturels préfectoraux.

## Galerie d'images

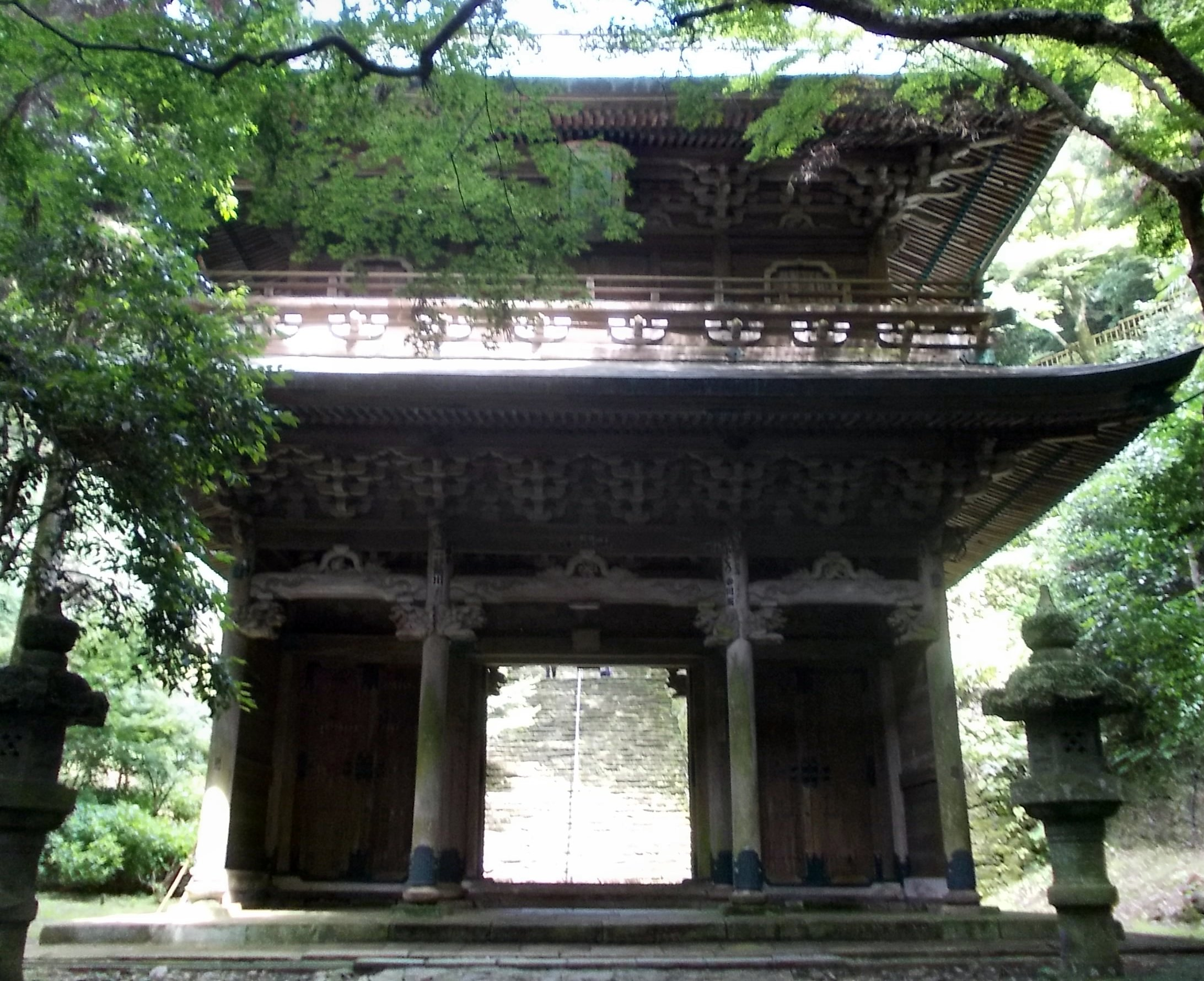
Le sanmon (porte principale).
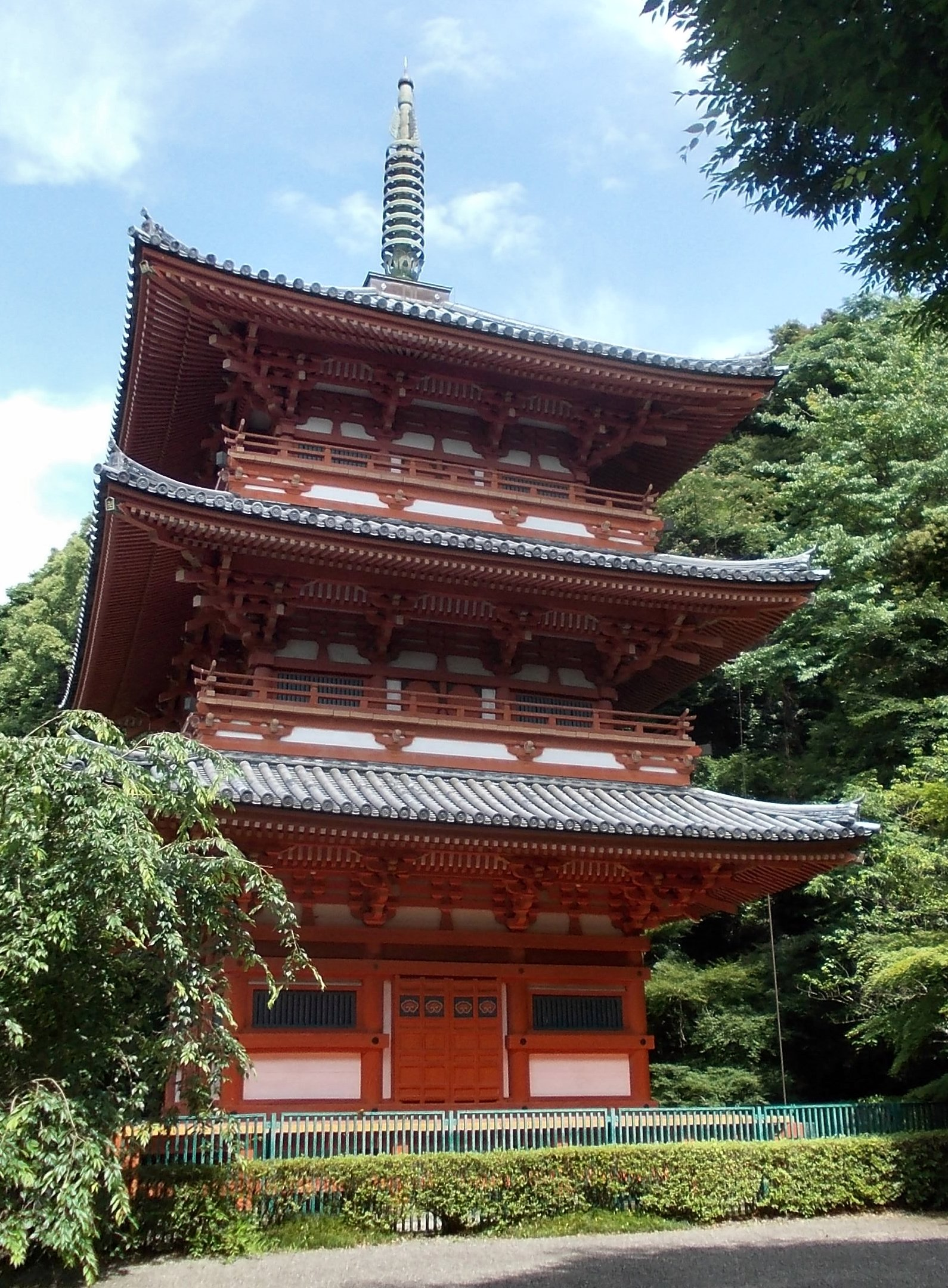
Une pagode à deux étages, réplique de la pagode à quatre étages du Shi Tennō-ji à Osaka.